# Poljubac (Klimt)
Poljubac (njemački: Der Kuss) je slavna art nouveau, i najpoznatija slika austrijskog slikara Gustava Klimta, iz njegove “zlatne” faze koja se odlikuje intenzivnim dekorativnim lirizmom i formalnom stilizacijom.
Najpoznatija, od nekoliko verzija Poljupca, prikazuje dva lika na obali pokrivenoj cvijećem na zlatnoj pozadini. Njihova priljubljena tijela ovijena su raskošnom odjećom ukrašenom bogatim nizom šarenih oblika i uzoraka. Ženski lik kleči, tijela prikazana u profilu, s glavom naslonjenom na rame i muškarčevu ruku koja je pridržava. Lice joj je okrenuto prema promatraču, a oči su joj zatvorene. Muškarac stoji i grli ženu, a njegov zagrljaj oblikuje skladno jedinstvo dvaju tijela. Glava mu je nagnuta naprijed i naslonjena na ženinu glavu, a rukom obgrljuje njezin vrat i glavu. Njegova desna ruka također blago dodiruje ženino lice. U načinu na koji Klimt naglašava i izdvaja dijelove tijela (ne samo od pozadine, nego i lice od lica) očigledna je sličnost s vjerskim ikonama. Slično su na ikonama samo određeni dijelovi tijela svetaca bili prepoznatljivo oslikani, dok je ostatak ukrašavan zlatom, emajlom i draguljima.
Kompozicija (likovna) otkriva profinjenu eleganciju i smisao za red, dočarane uz pomoć dva različita bloka boje i prevladavanjem žutih i zlatnih nijansi. Dva tijela čine uspravnu, izduženu masu boje koja se ističe na zlatnoj pozadini. Ljubavni odnos ova dva lika je istaknut u jedva primjetnoj granici njihovih tijela zboog gotovo identičnog tkanja (načičkane spirale, zaobljeni oblici biljaka, krugovi i ovalni oblici) koje ih obavija i poput sloja kože odvaja od ostatka svijeta. Kada bi se slika podijelila na pola, na njihovom spoju, dvije polovice bi bile potpuno asimetrične jer bi svi važni detalji (lica, ruke i noge) bili na desnoj strani, dok bi lijeva bila potpuno apstraktna.
Slika je izrazito plošna i dvodimenzionalni prostor je identičan onome u bizantskih mozaika koje je Klimt proučavao u Ravenni. Prostor bez dubine i perspektive je sastavljen od višebojnih praškastih masa koje su potpuno amorfne (bez obrisa), ali izrazito dekorativne i oživljuju svaku plohu svjetlošću i bojom. Klimt je, kao revan sakupljač kineskih i japanskih umjetničkih predmeta, očigledno bio nadahnut orijentalnim motivima, ali i djelima francuskog simbolističkog slikara Gustavea Moureaua.
Danas se slika nalazi u Austrijskoj galeriji (Österreichische Galerie Belvedere museum) dvorca Belvedere u Beču.
Gustav Klimtov "Poljubac" je odabran kao glavni motiv kolekcionarskog novčića od 100 zlatnih eura koji je izdan 5. studenog 2003. godine. Stražnja strana tog novčić prikazuje Klimtov studio s dva nedovršena remek-djela na štafelajima.